# Список рек Тринидада и Тобаго
Это список рек на территории Тринидада и Тобаго. Если река является притоком другой, она пишется под той рекой, куда впадает.

## Рекиострова Тринидад

### Северное побережье
Реки Северного побережья Тринидада впадают в Карибское море.
- Ярра
- Марианна
- Шарк

### Восточное побережье
Реки Восточного побережья Тринидада впадают в Атлантический океан.
- Матурита
- Норт-Оропуч
  - Куэр
  - Кунапо
- Нарива
- Навет
- Ортоир
  - Пул

### Южное побережье
Реки Южного побережья Тринидада впадают в пролив Колумба.
- Моруга
- Пилот

### Западное побережье
Реки Западного побережья Тринидада впадают в залив Пария.
- Чагуарамас
- Диего Мартин
- Мараваль
- Карони (самая длинная река страны (40 км) и имеет больше всего притоков)[1][2]

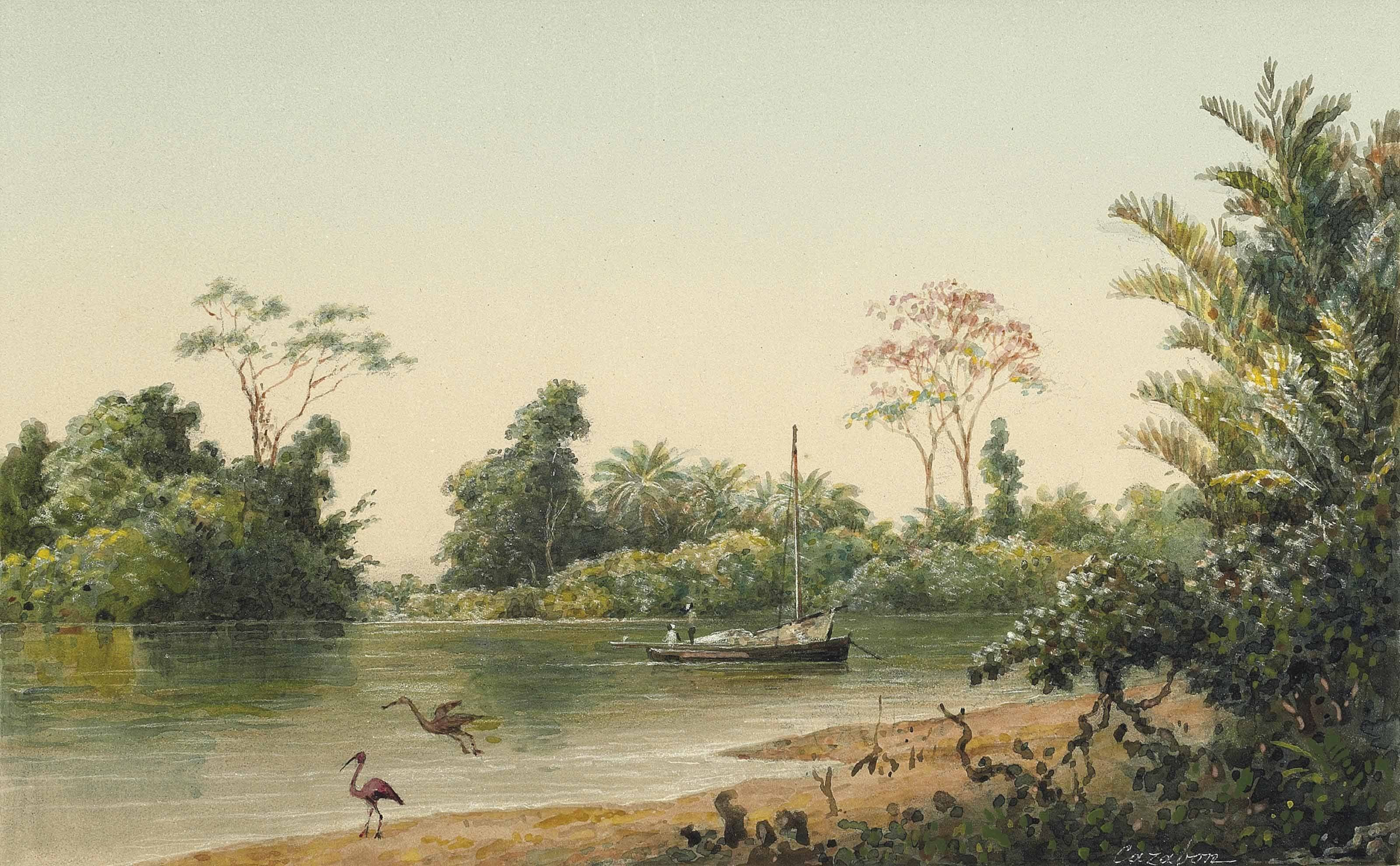
Река Карони. Автор Казабон, Мишель-Жан (1813—1888)

- - Санта-Крус
  - Маракас
  - Сан Хуан
  - св. Джосефа
  - Тунапуна
  - Такаригуа (Каура)
  - Арука
  - Оропуна
  - Маусика
  - Арима
  - Тальпаро
  - Тумпуна
  - Гуанапо
  - Эль-Мамо
  - Арипо
  - Кумуто
- Гуайамаре
- Кунувия
- Капаро
  - Хонда
- Коува
- Гуаракара
- Таруба
- Сиперо
- Саут-Оропуч
- Гуапо

## Рекиострова Тобаго

### Северное побережье
Реки Северного побережья Тобаго впадают в Карибское море.
- Курленд
- Кофи
- Кастара
- Блади-Бей

### Южное побережье
Реки Южного побережья впадают в Атлантический океан.
- Кук
- Баколет
  - Сэнди
- Западный Хиллсборо
- Восточный Хиллсборо
- Голдсборо
- Ричмонд (Грейт-Дог)
  - Белль
- Роксборо
- Куинс
- Кингс-Бей